# Nasi lemak

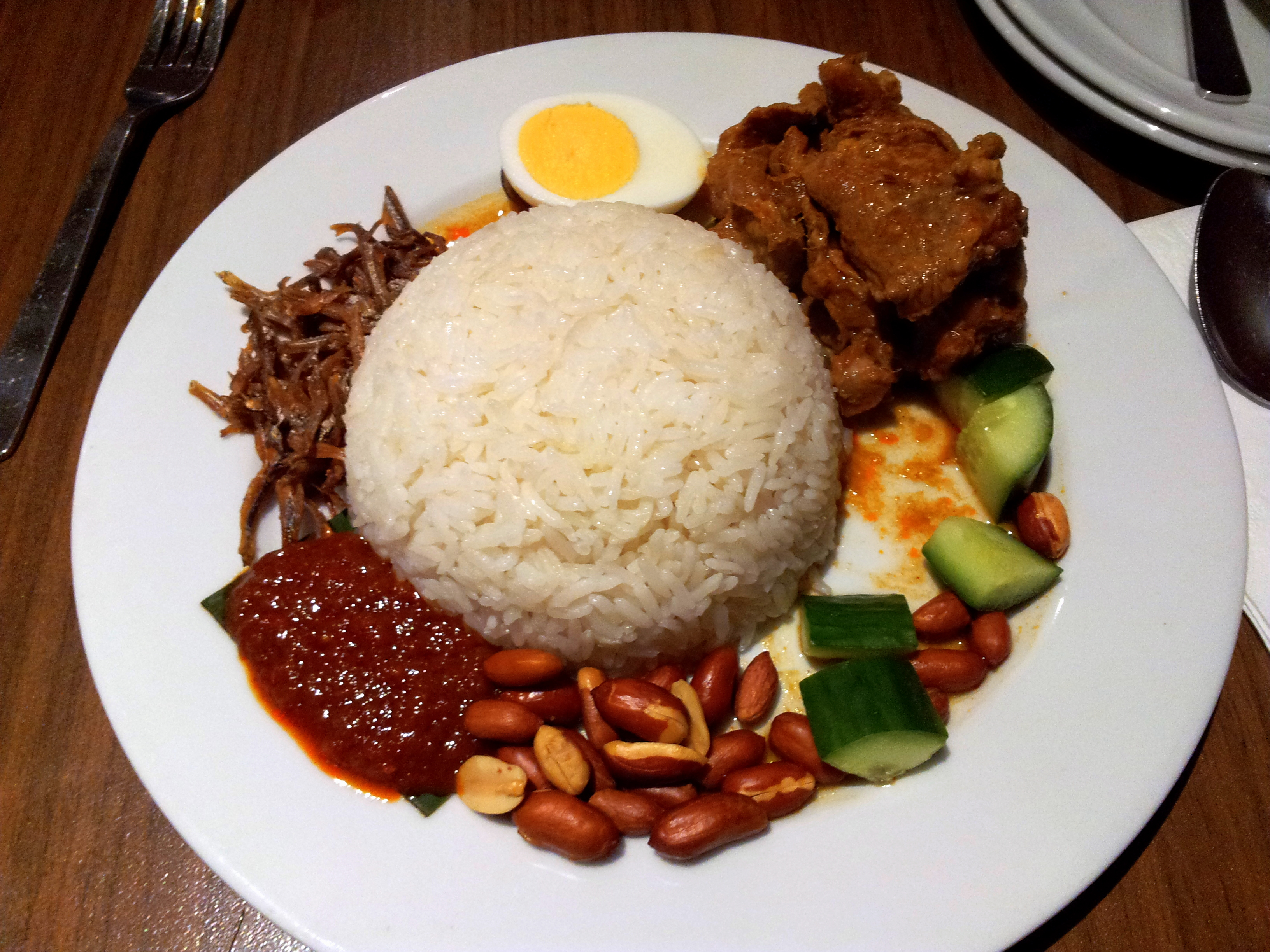
Nasi lemak serverad med ansjovis, jordnötter, ägg, lamm curry, gurka och sambal.

Nasi lemak (ung. krämigt ris, jawi: ناسي لمق) är en doftande risrätt kokt i kokosmjölk och pandanlöv, vanlig i Malaysia, Brunei, Singapore, Riau-öarna och södra Thailand. I Malaysia är den nationalrätt och äts framförallt till frukost.
Traditionellt serveras denna rätt insvept i ett bananblad med gurkskivor, små stekta ansjovisar, rostade jordnötter, hårdkokt ägg, och en het kryddig sås (sambal). Som en komplett måltid, kan Nasi lemak även serveras med andra tillbehör som stekt kyckling, bläckfisk, hjärtmusslor eller rendang.